# Фігурація
Фігурація в музиці — ускладнення музичної фактури шляхом введення мелодичних чи ритмічних елементів. Елемент фігурації називається фігурою.
Існують такі види фігурації:
- Мелодична — рух голосів, які спираються на гармонію, але відступають від акордових звуків, утворюючи самостійну мелодичну лінію. В одноголосній та поліфонічній музиці передбачає варіантне перетворення мелодичної лінії за допомогою оспівування основних звуків. В гомофонно-гармонічній музиці фігурації визначаються відношенням до основних звуків мелодії і мають спеціальні назви, такі як затримання, прохідний звук, допоміжний звук, предйом, камбіата.
- Гармонічна — рух звуків за тонами акорду.
- Ритмічна — повторення звуку або акорду у певній ритмічній послідовності.

Фігурації використовувались на найдавніших стадіях розвитку музичного мистецтва — від фігурування примітивних ритмічних схем і найпростіших оспівувань ладових устоїв до складніших побудов — розспівів. У середньовіччя фігурагції застосовувалися в григоріанському хоралі (юбіляції), а також творах трубадурів, труверів та мінезингерів. Основні види мелодичних фігурацій характерні творчості композиторів-поліфоністів і застосовувалися в жанрах прелюдії, чакони, фантазії, сарабанди. У барокову епоху, а згодом і в епоху класицизму фігурації стають одним з головних способів мелодичного розвитку, спочатку — як розширення мелізматичних груп, пізніше — як спосіб орнаментального варіювання. Паралельно фігурації з'явилися і в українській духовній музиці, зокрема в творчості Бортнянського та Березовського.
Англомовне музикознавство не розрізняє поняття фігурації та фігури. Більше того, в Музичному словнику Гроува поняття «фігуру» вважається тотожним поняттю «мотиву». Натомість Р. Скрутон вважає, відрізняє фігуру від мотиву тим, що фігура — фон твору, тоді як мотив — передній план: «фігура має схожість з орнаментом в архітектурі — вона «відкрита в обидва кінця» з тим, щоб бути нескінченно повтореною(англ.). При прослуховуванні музичної фрази як фігури, а не як мотиву, ми, в цей же самий час, поміщаємо її на другий план, навіть якщо вона… чітка та мелодійна». Як музику, цілковито створену з фігур Р. Скрутон наводить у приклад музику Філіпа Гласса (наприклад оперу Ехнатон) як «нічого крім фігур… нескінченні гірлянди»\